# Championnats d'Europe d'escalade 2000
Navigation
Édition précédente Édition suivante
Les Championnats d'Europe d'escalade 2000 se sont tenus à Munich, en Allemagne, du 7 au 10 octobre 2000.

## Podiums

### Hommes
| Épreuves   | Or                        | Argent                  | Bronze                     |
| ---------- | ------------------------- | ----------------------- | -------------------------- |
| Difficulté | France Alexandre Chabot   | Italie Cristian Brenna  | Russie Evgeny Ovchinnikov  |
| Vitesse    | Ukraine Maksym Styenkovyy | Russie Iakov Soubbotine | Russie Alexandre Chaoulsky |

### Femmes
| Épreuves   | Or                         | Argent                 | Bronze                       |
| ---------- | -------------------------- | ---------------------- | ---------------------------- |
| Difficulté | Allemagne Katrin Sedlmayer | France Stéphanie Bodet | Allemagne Marietta Uhden     |
| Vitesse    | Ukraine Olena Ryepko       | Russie Tatiana Ruyga   | Russie Zosia Podgorbounskikh |